# André Guerrier
Pour les articles homonymes, voir Guerrier (homonymie).
André Guerrier est un skipper français né le 18 décembre 1874 au Havre et mort le 2 décembre 1910 à Harfleur.

## Biographie
André Guerrier participe en 8 m JI aux Jeux olympiques d'été de 1924 et remporte la médaille de bronze olympique sur le Namoussa, en compagnie de Louis Breguet, Pierre Gauthier, Robert Girardet et Georges Mollard.